# Campionati europei di atletica leggera indoor 2023 - Salto triplo maschile
La gara dei salto triplo maschile ai campionati europei di atletica leggera indoor di Istanbul 2023 si svolse dal 2 al 3 marzo 2023 presso l'Ataköy Athletics Arena.

## Podio
| Pos.    | Atleta                 | Nazionalità |
| ------- | ---------------------- | ----------- |
| Oro     | Pedro Pichardo         | Portogallo  |
| Argento | Nikolaos Andrikopoulos | Grecia      |
| Bronzo  | Max Heß                | Germania    |

## Qualificazione
18 atleti qualificati con il minimo (solo quattro hanno superato il limite di 17,02 m, ossia Pedro Pichardo, Emmanuel Ihemeje (dns), Benjamin Compaoré e Enzo Hodebar) o i World Athletics Rankings.
L’armeno Lewon Aġasyan è il solo triplista qualificato per l’universalità.

## Record
| Record                | Record               | Record  | Record           | Record          |
| --------------------- | -------------------- | ------- | ---------------- | --------------- |
| Record mondiale       | Hugues Fabrice Zango | 18,07 m | Aubière, Francia | 16 gennaio 2021 |
| Record europeo        | Teddy Tamgho         | 17,92 m | Parigi, Francia  | 6 marzo 2011    |
| Record dei campionati | Teddy Tamgho         | 17,92 m | Parigi, Francia  | 6 marzo 2011    |

## Programma
| Data    | Ora   | Turno          |
| ------- | ----- | -------------- |
| 2 marzo | 19:53 | Qualificazione |
| 3 marzo | 20:35 | Finale         |

## Risultati

### Qualificazioni
Si qualificano alla finale gli atleti che ottengono la misura di 16,70 m (Q) o i migliori 8 (q).
| Pos. | Atleta                 | Nazione     | 1ª prova | 2ª prova | 3ª prova | Risultato | Note                                     |
| ---- | ---------------------- | ----------- | -------- | -------- | -------- | --------- | ---------------------------------------- |
| 1    | Pedro Pichardo         | Portogallo  | 17,48 m  |          |          | 17,48 m   | Q                                        |
| 2    | Max Heß                | Germania    | 16,67 m  | 16,40 m  | –        | 16,67 m   | q                                        |
| 3    | Tobia Bocchi           | Italia      | 16,29 m  | 16,47 m  | –        | 16,47 m   | q                                        |
| 4    | Nazim Babayev          | Azerbaigian | 16,45 m  | 16,29 m  | –        | 16,45 m   | q                                        |
| 5    | Tiago Pereira          | Portogallo  | 15,06 m  | 16,15 m  | 16,39 m  | 16,39 m   | q                                        |
| 6    | Nikolaos Andrikopoulos | Grecia      | 15,81 m  | 16,05 m  | 16,39 m  | 16,39 m   | q                                        |
| 7    | Benjamin Compaoré      | Francia     | x        | 16,37 m  | 16,00 m  | 16,37 m   | q                                        |
| 8    | Dīmītrios Tsiamīs      | Grecia      | 16,22 m  | x        | 16,26 m  | 16,26 m   | q                                        |
| 9    | Batuhan Çakir          | Turchia     | x        | 16,06 m  | 16,20 m  | 16,20 m   | q                                        |
| 10   | Simone Biasutti        | Italia      | 15,91 m  | 15,84 m  | 16,20 m  | 16,20 m   |                                          |
| 11   | Enzo Hodebar           | Francia     | x        | x        | 16,09 m  | 16,09 m   | Miglior prestazione personale stagionale |
| 12   | Andreas Pantazis       | Grecia      | x        | x        | 16,06 m  | 16,06 m   |                                          |
| 13   | Jesper Hellström       | Svezia      | x        | 15,40 m  | 15,95 m  | 15,95 m   |                                          |
| 14   | Georgi Načev           | Bulgaria    | x        | 15,81 m  | 15,92 m  | 15,92 m   | Miglior prestazione personale stagionale |
| 15   | Lewon Aġasyan          | Armenia     | 15,19 m  | 15,78 m  | 15,89 m  | 15,89 m   | Miglior prestazione personale stagionale |
| 16   | Jax Luxa               | Slovenia    | 15,70 m  | 15,50 m  | 15,68 m  | 15,70 m   | Miglior prestazione personale stagionale |
| -    | Răzvan Cristian Grecu  | Romania     | x        | r        |          | nm        |                                          |

### Finale
| Pos.    | Atleta                 | Nazione     | 1ª prova | 2ª prova | 3ª prova | 4ª prova | 5ª prova | 6ª prova | Risultato | Note                                                       |
| ------- | ---------------------- | ----------- | -------- | -------- | -------- | -------- | -------- | -------- | --------- | ---------------------------------------------------------- |
| Oro     | Pedro Pichardo         | Portogallo  | 17,26 m  | –        | 17,60 m  | –        | –        | x        | 17,60 m   | Miglior prestazione mondiale stagionale · Record nazionale |
| Argento | Nikolaos Andrikopoulos | Grecia      | 16,20 m  | x        | x        | 15,91 m  | 16,58 m  | x        | 16,58 m   | Miglior prestazione personale stagionale                   |
| Bronzo  | Max Heß                | Germania    | x        | x        | 16,54 m  | x        | 15,91 m  | 16,57 m  | 16,57 m   |                                                            |
| 4       | Tiago Pereira          | Portogallo  | 16,29 m  | 16,10 m  | x        | 16,32 m  | 16,51 m  | 16,34 m  | 16,51 m   | Miglior prestazione personale stagionale                   |
| 5       | Nazim Babayev          | Azerbaigian | x        | 16,50 m  | x        | x        | 16,46 m  | x        | 16,50 m   | Miglior prestazione personale stagionale                   |
| 6       | Tobia Bocchi           | Italia      | 15,11 m  | 16,29 m  | 16,39 m  | x        | 16,35 m  | 14,33 m  | 16,39 m   |                                                            |
| 7       | Dīmītrios Tsiamīs      | Grecia      | 16,07 m  | x        | x        | 14,07 m  | 16,39 m  | x        | 16,39 m   |                                                            |
| 8       | Benjamin Compaoré      | Francia     | 15,79 m  | 16,11 m  | x        | –        | 15,22 m  | x        | 16,11 m   |                                                            |
| 9       | Batuhan Çakir          | Turchia     | 15,70 m  | 16,02 m  | x        |          |          |          | 16,02 m   |                                                            |